# Первомайское отделение Сельхозтехника
Первомайское отделение Сельхозтехника — посёлок в Лямбирском районе Мордовии в составе Первомайского сельского поселения.

## География
Находится на расстоянии примерно 22 км на северо-северо-запад от северо-западной границы города Саранск.

## Население
Постоянное население составляло 52 человека (русские 79 %) в 2002 году, 53 в 2010 году.